# 翁萨迪皮坦吉
翁萨迪皮坦吉是巴西米纳斯吉拉斯州的一个市镇。总面积247.052平方公里，总人口3019人，人口密度12.2人/平方公里。